# 两型叶网脉槭
两型叶网脉槭（学名：Acer reticulatum var. dimorphifolium）为槭树科槭属下的一个变种。

## 扩展阅读
- 維基物種上的相關：两型叶网脉槭